# Korail
Ne doit pas être confondu avec Voiture Corail.
Pour l’article ayant un titre homophone, voir Corail (homonymie).
Korail (pour Korea Railroad) est la compagnie nationale des chemins de fer de la Corée du Sud. Elle a longtemps été connue sous le nom de KNR (Korean National Railroad). Son siège (Cheoldogongsa (철도공사 ; 鐵道公社)) est situé à Daejeon.
Korail gère le transport de passagers et de fret à travers la Corée du Sud.

## Histoire
Le président de la Confédération des syndicats coréens, Han Sang-gyun, est condamné à huit ans de prison (peine ensuite ramenée à trois ans) pour avoir organisé la protestation contre la privatisation de la compagnie ferroviaire Korean Railway par le gouvernement de Park Geun-hye. Le 22 décembre 2015, des milliers de policiers équipés de gaz lacrymogènes avaient fait une descente dans les locaux de la confédération pour mettre fin à la grève.

## Organisation

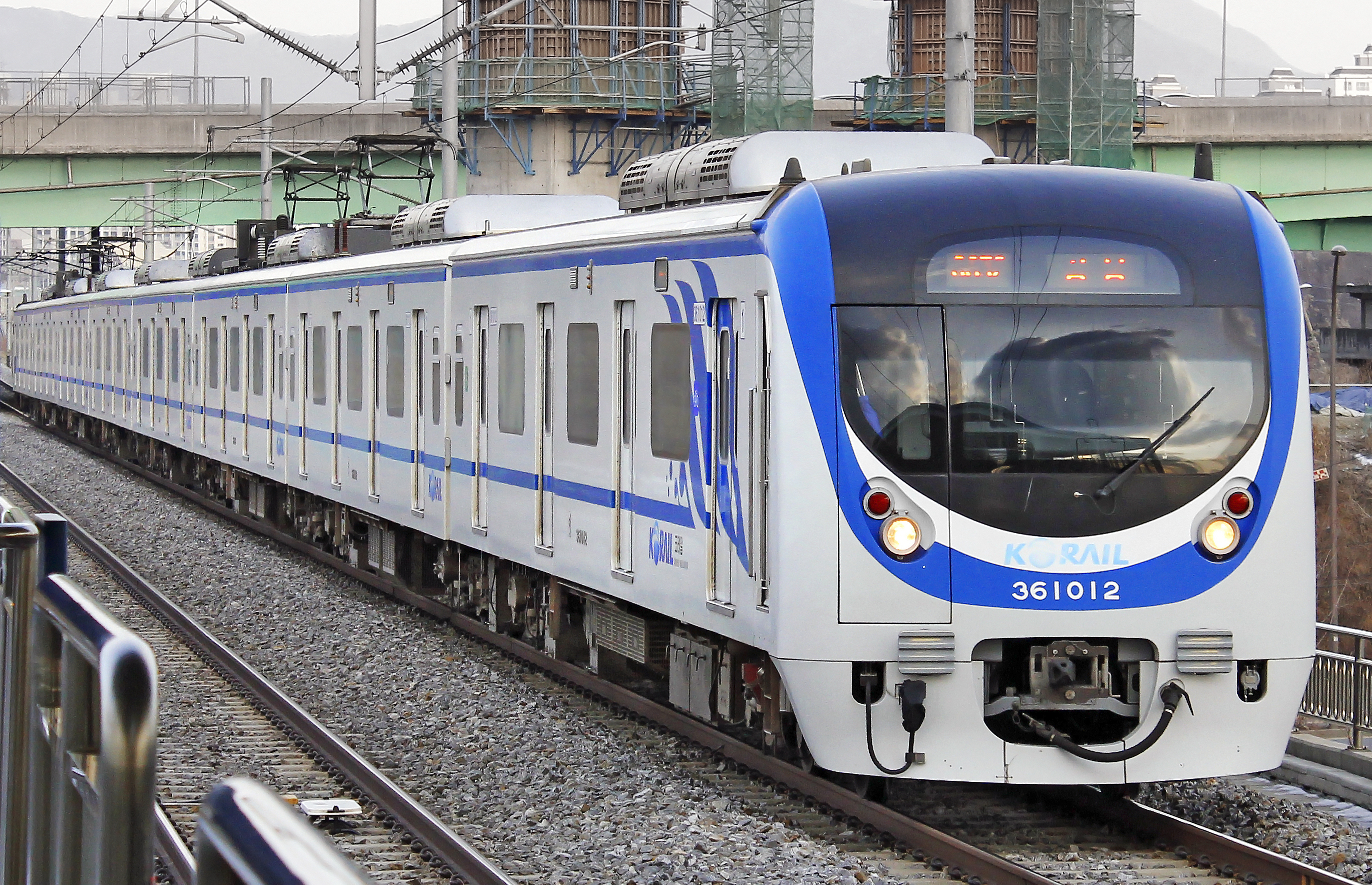
Automotrice KORAIL

L'entreprise nationale gère, avec un trafic régulier, l'ensemble des grandes lignes du pays, et également la majorité des lignes locales.

### Voyageurs
Les KTX sont les trains de grandes lignes les plus prestigieux de Korail. Ces KTX parcourent la Gyeongbu Line et la Honam Line. Les KTX peuvent aller jusqu'à 300 km/h. En deuxième on trouve les automotrices Diesel Saemaeul-ho (새마을호), puis les Mugunghwa-ho (무궁화호), finalement les trains de banlieue Tonggeun(통근열차).

### Métro
Korail exploite avec le Tonggeun quelques lignes du Métro de Séoul (lignes 1, 3 et 4). Ce secteur de Korail compte 104 stations de métro et 150 trains de banlieue. Environ 2,2 millions de personnes voyagent quotidiennement sur ce réseau.